# Charles Dieupart
Charles (o François) Dieupart fue un músico (clavecinista y violinista) de origen francés, nacido probablemente en París hacia 1667 y muerto en Londres hacia 1740.

## Vida
No se conocen los detalles de la juventud y la formación de Dieupart, ni la razón de su traslado a Inglaterra, donde se sabe de su presencia en 1704 y donde permanecerá hasta su muerte. Conocedor de la música italiana y admirador de Corelli, fue un músico apreciado en Inglaterra por la alta sociedad, particularmente como violinista, y participó en el desarrollo y la difusión de la música y de la ópera italiana en aquel país. Al final de su vida conoció la indigencia y cierta decadencia social.
Hacia 1701 publicó una remarcable colección de seis suites para el clavecín uniendo la estética italiana a la tradición francesa. Estas suites son de estructura muy homogénea, comprendiendo cada una 7 piezas con el mismo orden y comienzo, no por el habitual preludio en las suites (u ordres) en Francia, sino por una obertura solemne, «Obertura a la francesa», es decir, en el estilo de Lully, con dos o tres secciones: lento, con ritmo de puntillos / fugato / recapitulación del lento inicial. Estas suites también pueden ser ejecutadas por un pequeño grupo instrumental. Ambas versiones aparecieron en la misma época.
Esta selección, ampliamente difundida por Europa inspiró probablemente a Nicolas Siret, el cual adopta del primer libro la obertura como pieza inicial —disposición excepcional en los franceses— y, sobre todo, a Johann Sebastian Bach en sus Suites Inglesas (BWV 806-811), de quien se sabe que al menos copió dos de las seis suites de Dieupart (práctica habitual en Bach, que estudió a sus compositores contemporáneos y predecesores copiando sus partituras o transcribiéndolas a diferentes disposiciones instrumentales). Efectivamente, entre las Suites inglesas de Bach y las Suites para clavecín de Dieupart, podemos encontrar mucha cercanía en los temas musicales —existe, por ejemplo, un enorme parecido entre el Preludio de la Suite Inglesa n.° 1 en La Mayor de Bach y la Giga de la Suite n.° 1, en esta misma tonalidad, de Dieupart—, así como una estructura formal similar (y diferente de aquella adoptada por Bach en sus Suites francesas (BWV 812-817). De hecho el título "Inglesas" (que no es del propio Bach, sino que fue añadido posteriormente) se cree que procede de la residencia de Dieupart en Inglaterra.

## Obra

### Seis suites para clave (Six suites de clavecin)
- Suite n° 1 en La Mayor

1. Ouverture
2. Allemande
3. Courante
4. Sarabande
5. Gavotte
6. Menuet
7. Gigue

- Suite n° 2 en Re Mayor

1. Ouverture
2. Allemande
3. Courante
4. Sarabande
5. Gavotte
6. Passepied
7. Gigue

- Suite n° 3 en Si menor

1. Ouverture
2. Allemande
3. Courante
4. Sarabande
5. Gavotte
6. Menuet
7. Gigue

- Suite n° 4 en Mi menor

1. Ouverture
2. Allemande
3. Courante
4. Sarabande
5. Gavotte
6. Menuet
7. Gigue

- Suite n° 5 en Fa Mayor

1. Ouverture
2. Allemande
3. Courante
4. Sarabande
5. Gavotte
6. Menuet
7. Gigue

- Suite n° 6 en Fa menor

1. Ouverture
2. Allemande
3. Courante
4. Sarabande
5. Gavotte
6. Menuet
7. Gigue